# Надеждовка (Исилькульский район)
Надеждовка — исчезнувшая деревня в Исилькульском районе Омской области. Входила в состав Кухарёвского сельского поселения. Упразднена в 1956 г.

## История
Основана в 1924 г. В 1928 г. поселок Надеждовка состоял из 9 хозяйств. В составе Пучковского сельсовета Исилькульского района Омского округа Сибирского края. Колхоз им. Энгельса. В 1956 жители переселены в с. Гофнунгсталь.

## Население
По переписи 1926 г. в посёлке проживало 57 человек (29 мужчин и 28 женщин), основное население — немцы